# Internationale Bauausstellung 1987

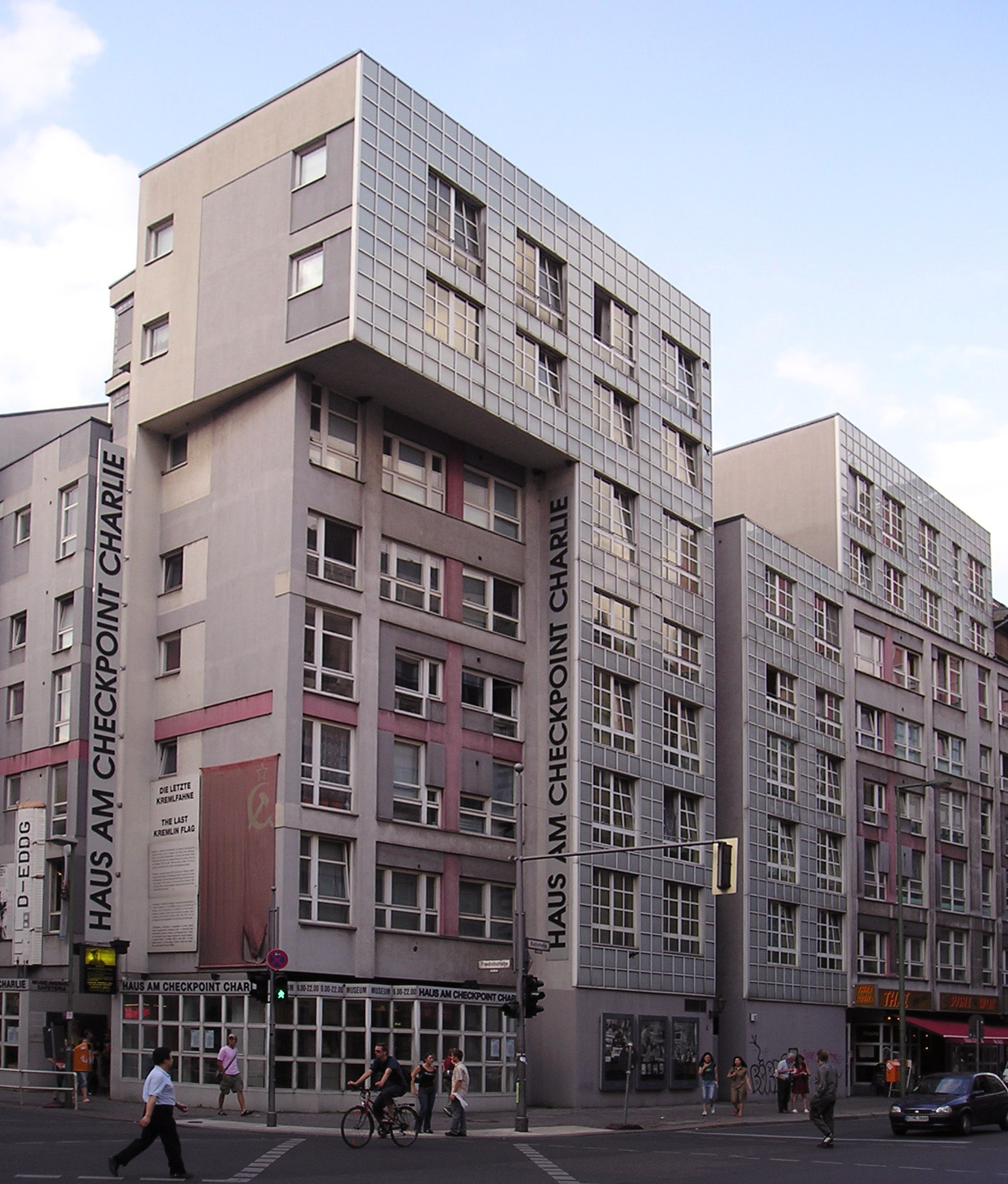
Haus am Checkpoint Charlie byggdes som en del i Internationale Bauausstellung 1987 i Västberlin.

Internationale Bauausstellung 1987 (BA Berlin) var en arkitekturutställning och ett stadsplaneringskoncept i Västberlin som arrangerades av Berlins senat. Projektet ägde rum 1979–1987, med utställningen pågående från 1984[källa behövs] till 1987. 
Idén till IBA kom från Västberlins dåvarande stadsbyggnadsdirektör Hans-Christian Müller. Arbetet leddes av arkitekterna Josef Paul Kleihues och Hardt-Waltherr Hämer. Projektet hade dels som uppgift att skapa nya intressanta byggnader samtidigt som man skulle förnya staden genom att restaurera bestående byggnader. För detta togs tolv punkter rörande stadsförnyelse fram. Projektet ägde rum i Västberlin i stadsdelarna Tiergarten, Kreuzberg, södra Friedrichstadt och området Berlin SO 36 samt i mindre omfattning i Tegel och Wilmersdorf. IBA 1984 kan ses som en reaktion mot efterkrigstidens ideal och man ville återupptäcka den av kriget till stora delar förstörda historiska innerstaden. För första gången låg fokus på att förnya gamla byggnader och att foga in nya byggnader i äldre områden.[källa behövs] Detta kan ses i kölvattnet av de stora protester som ägde rum på 1970-talet mot rivningar av gamla byggnader i olika delar av staden. 
IBA innebar bland annat att 2 500 nya bostäder byggdes i det historiska Friedrichstadt, sanering av 7 000 gamla bostäder (så kallade Altbau) i Kreuzberg samt nybyggnationer av bostäder (350 stycken) och kultur- och fritidsanläggningar i Tegeler Hafen. Man byggde även ut Neue Nationalgalerie i Kulturforum.

## Bilder IBA Berlin

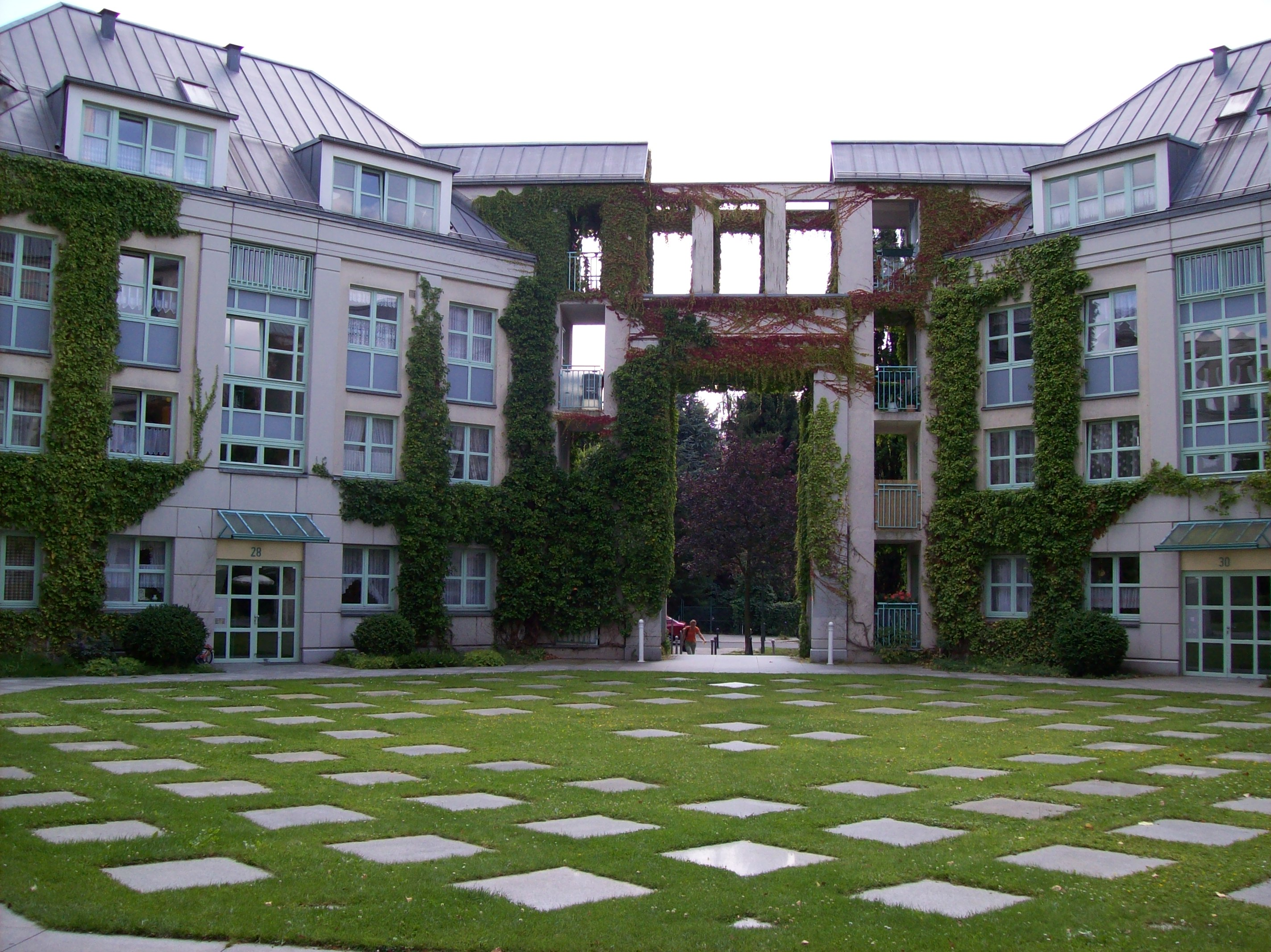
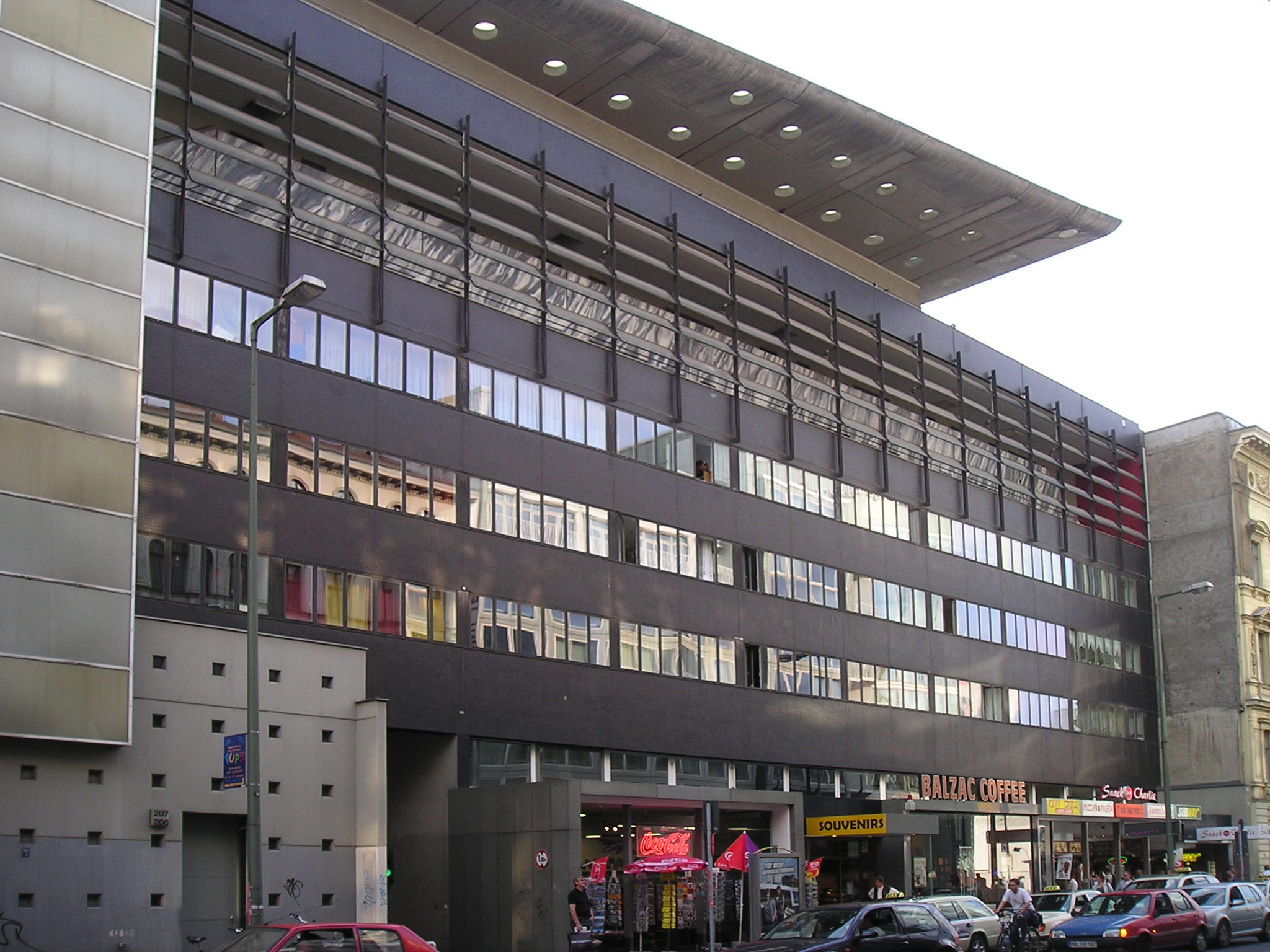
Koolhaas-Haus am Checkpoint Charlie
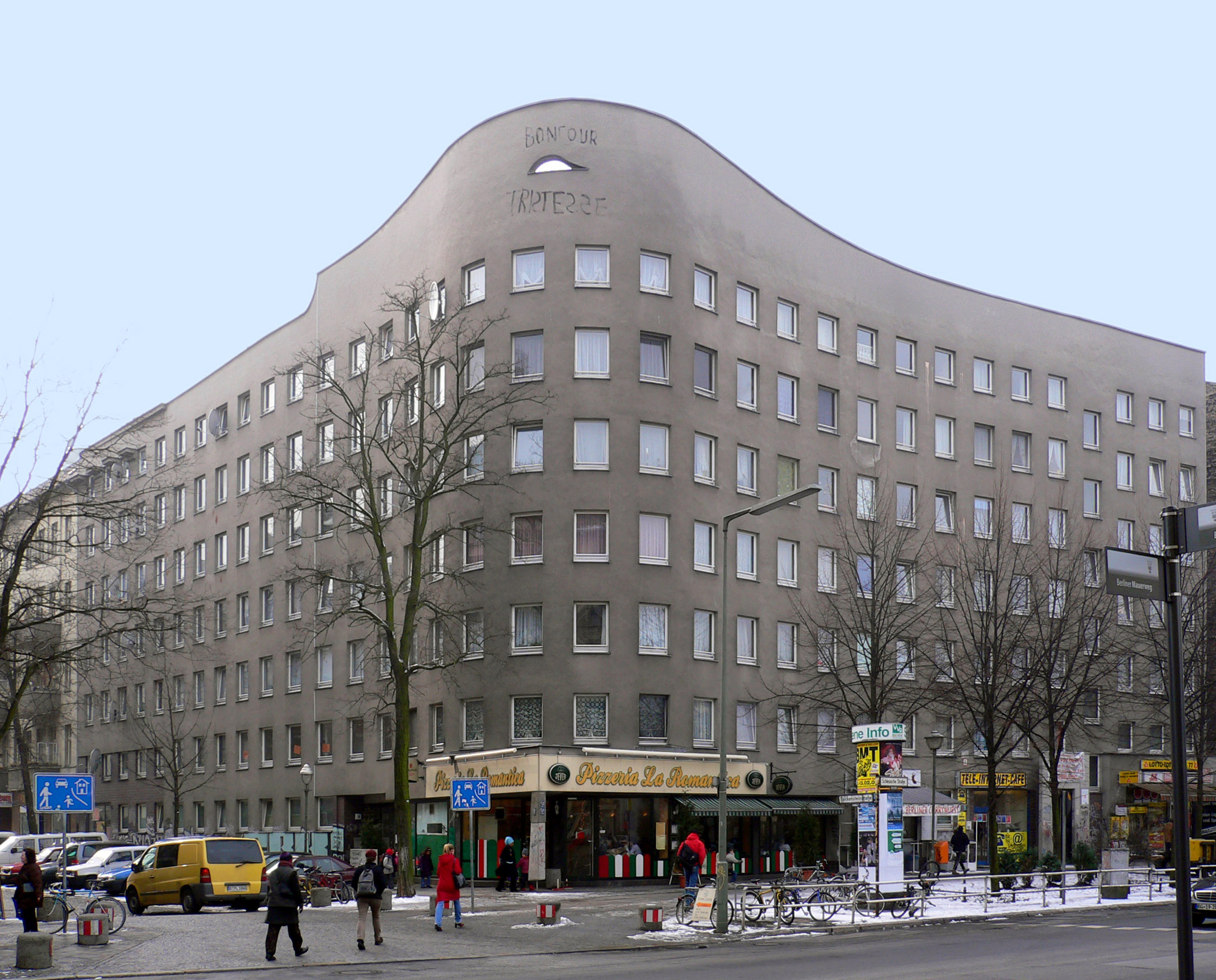
Bonjour Tristesse i Berlin-Kreuzberg

## Deltagande arkitekter
- Gottfried Böhm
- Mario Botta
- Peter Eisenman
- Zaha Hadid
- John Hejduk
- Hans Hollein
- Arata Isozaki
- Josef Paul Kleihues
- Rem Koolhaas
- Paolo Portoghesi
- Aldo Rossi
- Oswald Mathias Ungers